# Lista de monarcas de Jerusalém
O Reino de Jerusalém foi um Estado cruzado criado no Levante em 1099 pela Primeira Cruzada. Teve a sua capital em Jerusalém e mais tarde em Acre. Foi extinto em 1291, com a queda desta última cidade.

Brasão do Reino de Jerusalém

O Rei de Jerusalém era o governador supremo dos Estados cruzados, fundados por príncipes cristãos em 1099, quando a Primeira Cruzada tomou a cidade. Este reino desapareceu com a partida do último cruzado em agosto de 1291, quase dois séculos depois. A sua história pode ser dividia em vários períodos: aqueles em que o título de Rei de Jerusalém estava associado à cidade em si (1099-1187 e 1229-1244) e aqueles em que o título representa o nível mais alto de soberania na Terra Santa, sem a cidade como parte do território cristão. Após a extinção dos Estados cruzados, o título foi disputado por vários monarcas e príncipes europeus.

## Reis de Jerusalém (1099–1291)

### Casa de Bolonha (1099-1118)
| Nome                                           | Retrato | Nascimento                                                                  | Reinado   | Casamento (s) | Morte                                    | Notas |
| ---------------------------------------------- | ------- | --------------------------------------------------------------------------- | --------- | --- | ---------------------------------------- | --- |
| Protetor do Santo Sepulcro Godofredo de Bulhão |         | 1060 Boulogne-sur-Mer Filho de Eustácio II de Bolonha e Ida da Lorena       | 1099-1100 | Não casou | 18 de julho de 1100 Jerusalém 39-40 anos | Eleito pelos cruzados como primeiro soberano de Jerusalém, intitulado, não Rei, mas Protetor do Santo Sepulcro. |
| Balduíno I                                     |         | 1058 Ducado da Baixa Lorena Filho de Eustácio II de Bolonha e Ida da Lorena | 1100-1118 | Godilda de Tosny antes de 1097 sem filhos Arda da Arménia 1097 (anulado 1105) sem filhos Adelaide del Vasto 1112 (anulado 1117) sem filhos | 2 de abril de 1118 Al-Arish 59-60 anos   | Irmão de Godofredo. Primeiro soberano de Jerusalém intitulado oficialmente Rei.                                 |

### Casa de Rethel (1118-1153)
| Nome        | Retrato | Nascimento                                            | Reinado   | Casamento (s)                         | Morte                                      | Notas                                                                                            |
| ----------- | ------- | ----------------------------------------------------- | --------- | ------------------------------------- | ------------------------------------------ | ------------------------------------------------------------------------------------------------ |
| Balduíno II |         | 1060 Filho de Hugo I de Rethel e Melisenda de Crécy   | 1118-1131 | Morfia de Melitene 1101 quatro filhos | 21 de agosto de 1131 Jerusalém 70-71 anos  | Primo de Balduíno I. Fundou a Ordem dos Templários.                                              |
| Melisenda I |         | 1105 Edessa Filha de Balduíno II e Morfia de Melitene | 1131-1153 | Fulque 2 de junho de 1129 dois filhos | 1 de setembro de 1161 Jerusalém 55-56 anos | Primeiro período de estabilidade num reino bem governado. Em 1153 Melisenda abdica para o filho. |

### Casas deAnjoueAleramici(1131-1212)
| Nome                                    | Retrato | Nascimento                                                                             | Reinado        | Casamento (s) | Morte                                                       | Notas |
| --------------------------------------- | ------- | -------------------------------------------------------------------------------------- | -------------- | --- | ----------------------------------------------------------- | --- |
| Casa de Anjou Casa de Aleramici         |         |                                                                                        |                | |                                                             | |
| Fulque (I) de Anjou (jure uxoris)       |         | 1089 ou 1092 Angers Filho de Fulque IV de Anjou e Bertranda de Monforte                | 1131-1143      | Hermengarda de Maine julho de 1110 quatro filhos Melisenda I 2 de junho de 1129 dois filhos                                                                             | 13 de novembro de 1143 São João de Acre 48-49 ou 53-54 anos | Governa conjuntamente com Melisende até 1143. Fulque perdeu influência após 1136 e morreu em 1143. Melisende continuou a reinar até a maioridade de seu filho. |
| Balduíno III                            |         | 1130 Jerusalém Filho de Fulque e Melisenda                                             | 1143-1163      | Teodora Comnena de Bizâncio setembro de 1158 Jerusalém sem filhos | 10 de fevereiro de 1163 Beirute 32-33 anos                  | Foi coroado mas sua mãe Melisende reinava com ele desde 1143. Reivindicou a sua coroa em 1153. |
| Amalrico I                              |         | 1136 Jerusalém Filho de Fulque e Melisenda                                             | 1163-1174      | Inês de Courtenay 1157 (anulado 1163) dois filhos Maria Comnena de Bizâncio 29 de agosto de 1167 Tiro dois filhos                                                       | 11 de julho de 1174 Jerusalém 37-38 anos                    | Período marcado por uma forte aliança com o Império Bizantino, pouco após a qual ambos os estados tentaram em vão uma invasão ao Egito. Os estados muçulmanos em torno do reino unem-se sob Noradine e Saladino. |
| Balduíno IV o Leproso                   |         | junho ou julho de 1161 Jerusalém Filho de Amalrico I e Inês de Courtenay               | 1176-1185      | Não casou | 16 de março de 1185 Jerusalém 23 anos                       | Período de intrigas palacianas, em torno dos herdeiros de Balduíno (Sibila e Isabel), devido à sua incapacidade de produzir descendência. No entanto repeliu várias investidas muçulmanas. |
| Balduíno V o Jovem                      |         | agosto de 1177 Jerusalém Filho de Guilherme de Monferrato e Sibila de Jerusalém        | 1185-1186      | Não casou | agosto de 1186 Jerusalém 8-9 anos                           | Através da sua mãe, que lhe passou o direito ao trono, governa em Jerusalém, já apoiado pelo seu tio e antecessor desde 1183. |
| Sibila                                  |         | 1160 Filha de Amalrico I e Inês de Courtenay                                           | 1186-1190      | Guilherme de Monferrato outubro de 1176 Jerusalém três filhos Guido de Lusignan abril de 1180 Jerusalém sem filhos                                                      | 1190 Acre 29-30 anos                                        | Sucedem ao filho de Sibila. Jerusalém cai em 1187 em mãos muçulmanas, e a corte transfere-se para Acre, tendo o reino sido reduzido a uma estreita faixa do litoral com capital nesta cidade. O casal recusa entregar a coroa e as disputas pelas terras estenderam-se até meados de 1192. Sibila já falecera e Guido retira-se da cena política do Levante para se dedicar ao Chipre. |
| Guido de Lusignan (jure uxoris)         |         | c.1150 Filho de Hugo VIII de Lusignan e Burgúndia de Rancon                            | 1186-1190/1192 | Sibila abril de 1180 Jerusalém sem filhos | 18 de maio de 1194 Nicósia 43-44 anos                       | Sucedem ao filho de Sibila. Jerusalém cai em 1187 em mãos muçulmanas, e a corte transfere-se para Acre, tendo o reino sido reduzido a uma estreita faixa do litoral com capital nesta cidade. O casal recusa entregar a coroa e as disputas pelas terras estenderam-se até meados de 1192. Sibila já falecera e Guido retira-se da cena política do Levante para se dedicar ao Chipre. |
| Isabel I                                |         | 1172 Nablus Filha de Amalrico I e Maria Comnena de Bizâncio                            | 1190/1192-1205 | Hunfredo IV de Toron novembro de 1183 sem filhos Conrado I 24 de novembro de 1190 um filho Henrique I 6 de maio de 1192 dois filhos Emérico janeiro de 1198 três filhos | 5 de abril de 1205 Acre 32-33 anos                          | Período marcado por uma sucessão de diferentes influências através dos esposos de Isabel. A rainha governa por si por alguns porém curtos períodos (1192, 1197-1198, 1-5 abril 1205). |
| Conrado (I) de Monferrato (jure uxoris) |         | c.1145 Monferrato Filho de Guilherme V de Monferrato e Judite de Babemburgo            | (1190-)1192    | Desconhecida antes de 1179 sem filhos Teodora Angelina 1186 ou 1187 sem filhos Isabel I 24 de novembro de 1190 um filho                                                 | 28 de abril de 1192 Acre 46-47 anos                         | Período marcado por uma sucessão de diferentes influências através dos esposos de Isabel. A rainha governa por si por alguns porém curtos períodos (1192, 1197-1198, 1-5 abril 1205). |
| Henrique (I) de Champanhe (jure uxoris) |         | 29 de julho de 1166 Champanhe Filho de Henrique I de Champanhe e Maria de França       | 1192-1197      | Isabel I 6 de maio de 1192 dois filhos | 10 de setembro de 1197 Acre 31 anos                         | Período marcado por uma sucessão de diferentes influências através dos esposos de Isabel. A rainha governa por si por alguns porém curtos períodos (1192, 1197-1198, 1-5 abril 1205). |
| Emérico do Chipre (jure uxoris)         |         | 1145 Filho de Hugo VIII de Lusignan e Burgúndia de Rancon                              | 1198-1205      | Esquiva de Ibelin antes de 29 de outubro de 1174 seis filhos Isabel I janeiro de 1198 três filhos                                                                       | 1 de abril de 1205 Acre 59-60 anos                          | Período marcado por uma sucessão de diferentes influências através dos esposos de Isabel. A rainha governa por si por alguns porém curtos períodos (1192, 1197-1198, 1-5 abril 1205). |
| Maria a Marquesa                        |         | entre junho e setembro de 1192 Jerusalém Filha de Conrado (I) de Monferrato e Isabel I | 1205-1212      | João I 14 de setembro de 1210 um filho | 1212 Acre 19-20 anos                                        | Período marcado pela influência do regente, João de Ibelin, e do esposo, João de Brienne. |

### Casa de Brienne
| #  | Nome      |  | Início do governo | Fim do governo      | Cognome(s)                                         | Notas                                |
| -- | --------- |  | ----------------- | ------------------- | -------------------------------------------------- | ------------------------------------ |
| 17 | João I    |  | 1210              |                     | Governa com Maria I até 1212, data da morte desta. |                                      |
| 18 | Isabel II |  | 1212              | 25 de abril de 1228 |                                                    | Governa conjuntamente com Frederico  |
| 19 | Frederico |  | 1225              | 25 de abril de 1228 |                                                    | Governa conjuntamente com Isabel II. |

### Casa de Hohenstaufen
| #  | Nome        |  | Início do governo   | Fim do governo        | Cognome(s) | Notas |
| -- | ----------- |  | ------------------- | --------------------- | ---------- | ----- |
| 20 | Conrado II  |  | 25 de abril de 1228 | 21 de maio de 1254    |            |       |
| 21 | Conrado III |  | 21 de maio de 1254  | 29 de outubro de 1268 |            |       |

### Casa de Lusignan-Poitiers
| #  | Nome        |  | Início do governo     | Fim do governo      | Cognome(s) | Notas |
| -- | ----------- |  | --------------------- | ------------------- | ---------- | ----- |
| 22 | Hugo        |  | 29 de outubro de 1268 | 24 de março de 1284 |            |       |
| 23 | João II     |  | 24 de março de 1284   | 20 de maio de 1285  |            |       |
| 24 | Henrique II |  | 20 de maio de 1285    | agosto de 1291      |            |       |

A partir de 1291, o título passa a ser apenas nominal, se destacando a coroa titular de Chipre, Jerusalém e Armênia, sob posse da Casa de Saboia (Entre 1485 –1946) , através da linhagem da duquesa e rainha Branca de Monferrato , Casada com Carlos I, Duque de Saboia, e pela linhagem de sua filha, Iolanda Luísa de Saboia, que também fez sua reivindicação e foi coroada como rainha de Chipre, Jerusalém e Armênia .